# Steindorf (Wetzlar)
Steindorf is een plaats in de Duitse gemeente Wetzlar, deelstaat Hessen, en telt 1704 inwoners (31.12.2007).